# العلاقات الكورية الشمالية الليبية
العلاقات الكورية الشمالية الليبية هي العلاقات الثنائية التي تجمع بين كوريا الشمالية وليبيا.

## مقارنة بين البلدين
هذه مقارنة عامة ومرجعية للدولتين:
| وجه المقارنة                                              | كوريا الشمالية                        | ليبيا                                       |
| --------------------------------------------------------- | ------------------------------------- | ------------------------------------------- |
| المساحة (كم2)                                             | 120.54 ألف                            | 1.76 مليون                                  |
| عدد السكان (نسمة)                                         | 25.49 مليون                           | 6.37 مليون                                  |
| الكثافة السكانية (ن./كم²)                                 | 211.47                                | 3.62                                        |
| العاصمة                                                   | بيونغيانغ                             | طرابلس                                      |
| اللغة الرسمية                                             | لغة كوريا الشمالية القياسية ‏          | اللغة العربية، اللغة العربية الفصحى الحديثة |
| العملة                                                    | وون كوري شمالي                        | دينار ليبي                                  |
| الناتج المحلي الإجمالي (بليون دولار)                      |                                       | 50.98 مليار                                 |
| الناتج المحلي الإجمالي (تعادل القوة الشرائية) بليون دولار |                                       | 69.32 مليار                                 |
| الناتج المحلي الإجمالي الاسمي للفرد دولار أمريكي          |                                       |                                             |
| الناتج المحلي الإجمالي للفرد دولار أمريكي                 |                                       | 15.60 ألف                                   |
| مؤشر التنمية البشرية                                      |                                       | 0.724                                       |
| رمز المكالمات الدولي                                      | +850                                  | +218                                        |
| رمز الإنترنت                                              | .kp                                   | .ly                                         |
| المنطقة الزمنية                                           | ت ع م+08:30، ت ع م+08:30، ت ع م+09:00 | ت ع م+02:00، توقيت شرق أوروبا               |

## منظمات دولية مشتركة
يشترك البلدان في عضوية مجموعة من المنظمات الدولية، منها:
| علم المنظمة | اسم المنظمة              | تاريخ انضمام كوريا الشمالية | تاريخ انضمام ليبيا |
| ----------- | ------------------------ | --------------------------- | ------------------ |
|             | الأمم المتحدة            | 17 سبتمبر 1991              | 14 ديسمبر 1955     |
|             | الاتحاد الدولي للاتصالات | ?                           | 3 فبراير 1953      |
|             | الاتحاد البريدي العالمي  | ?                           | ?                  |
|             | يونسكو                   | 18 أكتوبر 1974              | 27 يونيو 1953      |

## وصلات خارجية
- موقع وزارة الخارجية الكورية الشمالية
- موقع وزارة الخارجية الليبية